# Списак архитектонски значајних зграда у Београду порушених ради новоградње
Списак архитектонски значајних зграда у Београду порушених ради новоградње подразумева објекте подигнуте током XIX и XX века који су имали архитектонску вредност а порушени су ради изградње вишеспратница током периода транзиције и таласа новоградње у XXI столећу.
Низ инвеститора искористио је пропуст у актуелном закону који предвиђа могућност рушења у периоду након што истекне претходна заштита целине или објекта а у међувремену се не донесе одлука о продужењу заштите или проглашење за културно добро. Поједини инвеститори покушали су да сруше предратне виле и поред заштите од стране државе, што је био случај са вилом у Тополској 19. Удружења грађана захтевала су обуставу рушења предратних зграда у централнобеоградским општинама.
| Објекат                                                         | Локација                                                                                    | Година изградње / рушења        | Нова намена | Фотографија |
| --------------------------------------------------------------- | ------------------------------------------------------------------------------------------- | ------------------------------- | --- | ----------- |
| Кафана „Три листа дувана” у Београду                            | На углу улица Булевара краља Александра и Кнеза Милоша                                      | 1882 / 1989                     | Пословно-стамбена осмоспратница која никада није завршена.                                                                                |             |
| Маршалат краљевског двора према пројекту арх. Момира Коруновића | Између Булевара краља Александра и Улица краља Милана, кнеза Милоша и Драгослава Јовановића | 1884, надограђена 1918. / 1958. | Постојали су различити предлози за нову намену, као што су трг и нова зграда. Простор је на крају употребљен за потребе Пионирског парка. |             |
| Сала мира / Биоскоп Славија                                     | Проте Матеје 1-2                                                                            | 1888 / 1991                     | Гаража на Славији |             |
| Кућа Петра Велимировића према пројекту арх. Јована Иликића      | Ресавска 15                                                                                 | 1908 / 2019                     | Стамбена вишеспратница |             |
| Први пројекат модерне у Београду                                | Тополска 15                                                                                 | 1927 / 2018                     | Стамбена зграда |             |
| Вила у Улици Николаја Краснова                                  | Николаја Краснова 4 на Врачару                                                              | 1931 / 2021                     | Стамбена зграда |             |
| Управна зграда Икаруса на Новом Београду                        | Грамшијева улица                                                                            | 1938 / 2018                     | Стамбена зграда |             |
| Зграда амбасаде Немачке                                         | кнеза Милоша 74-76                                                                          | 1979 / 2015                     | Нови објекат амбасаде Немачке |             |
| Предратна двоспратна вила                                       | Интернационалних бригада 47 на Врачару                                                      |                                 | Стамбена зграда |             |
| Зграда савезног МУП-а                                           | кнеза Милоша 92                                                                             | / 2016                          | Стамбено-пословни комплекс Скајлајн |             |